# 伊萬諾皮利亞
48°28′46″N 37°45′32″E / 48.47944°N 37.75889°E
伊萬諾皮利亞（烏克蘭語：Іванопілля）是位於乌克兰東部的村莊，由顿涅茨克州克拉马托尔斯克区的康斯坦丁尼夫卡市镇負責管轄。

## 人口統計
根據 2001年烏克蘭人口普查，村民人口為1466人，他們的母語分配如下：
- 乌克兰语：78.0%
- 俄语：21.5%
- 其他：0.5%